# Revolta de Kengir
A Revolta de Kengir foi uma greve de prisioneiros que ocorreu na União Soviética no campo de trabalho forçados  de Kengir, em maio e junho de 1954. A sua duração e intensidade distingue-a de outras  revoltas nos Gulag do mesmo período (ver Revolta de Vorkuta).
Após o assassinato de alguns de seus companheiros pelos guardas da prisão, os presos em Kengir iniciaram uma rebelião tomando o campo inteiro, controlando-o por semanas e criando um período de liberdade único para si na história do Gulag. Após uma aliança rara entre os criminosos comuns e prisioneiros políticos, os dois grupos conseguiram forçar os guardas e a administração do campo a fugir do acampamento. Os presos criaram defesas para evitar a incursão das autoridades no seu território recém-conquistado. Esta situação perdurou por um longo período de tempo e deu origem a uma panóplia de coloridas e inovadoras atividades, incluindo a formação democrática de um governo provisório, casamentos entre prisioneiros, a criação de cerimônias religiosas, um breve florescimento de arte e cultura, e de uma grande e relativamente complexa propaganda contra as autoridades anteriores.
Após 40 dias de liberdade dentro dos muros do acampamento, negociações intermitentes e preparação mútua para o conflito violento, a revolta foi reprimida pela forças armadas soviéticas, com tanques e armas pesadas na manhã do dia 26 de Junho. De acordo com um ex-prisioneiros, de cinco a sete centenas de pessoas foram mortas ou feridas na supressão, embora os números oficiais afirmam que apenas algumas dezenas foram mortos. A história da revolta foi comentada primeiro no livro Arquipélago Gulag, um trabalho de não-ficção do ex-prisioneiro e vencedor do Premio Nobel Aleksandr Solzhenitsyn.

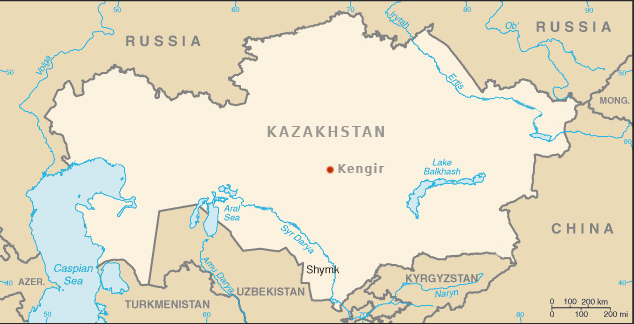
Localização aproximada do campo de Kengir no Cazaquistão

## Antecedentes

### Gulag
Um ano antes do levante, o ditador soviético Joseph Stalin morreu. Beria, que era o chefe de toda a segurança soviética e arquiteto de algumas das políticas mais odiados relativas aos campos de concentração, foi declarado " inimigo do povo "e executado por aqueles que sucederam Stalin. Sua morte suscitou grandes esperanças entre os prisioneiros de uma possível anistia ou, na sua falta, de uma reforma no sistema penitenciario, e essa esperança foi ainda incentivada pela queda posterior do chefe de segurança do Estado de Stalin, Lavrenty Beria Qualquer um que foi associado com ou falou muito em favor de Beria estava igualmente em risco de ser denunciado como um traidor. A administração do campo não estava excluída do risco, e esse fato, por sua vez enfraqueceu substancialmente a sua posição em confronto com os prisioneiros.
Escrevendo sobre as greves que estavam ocorrendo na época, Solzhenitsyn citou esse problema em seu famoso livro Arquipélago Gulag:

Eles não tinham idéia do que era exigido deles e erros pode ser perigoso! Se eles mostrassem excesso de zelo e massacrassem uma multidão podiam acabar como capangas de Beria. Mas se eles não aplicassem zelo suficiente e não forçassem  energicamente os grevistas a retornarem a trabalhar -. A mesma coisa poderia acontecer.
Por este motivo e outros, presos em todo o gulag foram se tornando cada vez mais ousados nos meses que antecederam o levante, com greves de fome, paralisações, insubordinação em larga escala e violência punitiva cada vez mais comum. Em Kengir em particular, autoridades do campo foram rapidamente perdendo todo o controle sobre seus cargos, e os comunicados enviados periodicamente aos comandantes na hierarquia do campo, em que expressam seu horror pelos freqüentes incidentes de agitação, organizações subterrâneas, a crescente "crise" afligindo sua rede de informantes, e as suas tentativas desesperadas para reafirmar o controle, atestam isso.

### Kengir

#### Criminosos comuns
As raízes da revolta pode ser encontrada em uma grande chegada de "ladrões" - a gíria aceita para os criminosos comuns que também eram presos no Gulag juntamente com os presos políticos - no campo. Tradicionalmente os ladrões e presos políticos tinham sido antagonistas, com os ladrões exercendo domínio praticamente sem controle sobre os outros, roubando e abusando à vontade. Esta situação era facilitada por uma administração do campo complacente e ativamente incentivando, que reconhecia o potencial dos criminosos comuns como um meio eficaz de reprimir os presos políticos e impedindo-os de se unir em uma causa comum. De fato, a chegada no inicio de maio de cerca de 650 ladrões, a serem adicionados aos aproximadamente 5.200 presos políticos em Kengir foi especificamente para este fim. Os prisioneiros em Kengir tinha organizado greves antes em uma escala menor e estavam se tornando cada vez mais inquietos. As autoridades do campo tinham a esperança de que estes ladrões, como em ocasiões anteriores, iria inverter esta tendência.

#### O acampamento
O complexo do campo de Kengir formava um grande retângulo, dividido transversalmente em quatro áreas distintas: o acampamento das mulheres, o "pátio de serviço", onde todas as oficinas e armazéns estavam localizados, e dois campos para os homens, cada um com a sua própria prisão para punir os presos ou ocultar informantes. O campo das mulheres era bloqueado  da vista do acampamento dos homens.

## Inicio da revolta
O inicio da revolta começou na noite de 16 de maio, um domingo, e, portanto, um dia de folga para todos os prisioneiros. Os ladrões conseguiram entrar no pátio de serviço, onde toda a comida era armazenada, e a partir daí entraram no campo das mulheres, que era mais fácil  a partir desse local. Estes foram logo perseguido pelos guardas. Ao cair da noite, porém, os ladrões se reagruparam e quebrando as lâmpadas com seus estilingues romperam a barreira entre o acampamento dos homens e pátio de serviço com um improvisado aríete.  Foi neste momento que a revolta de Kengir começou quando os guardas abriram fogo contra os ladrões, matando 13 e ferindo 43.
Os restantes destes retiraram-se e uma paz inquieta seguiu. Durante a noite, porém, os ladrões, agora unidos pelos presos políticos, começaram a quebrar seus beliches, tentando conseguir algum tipo de arma, enquanto isso as autoridades do campo postaram metralhadoras na parte da barreira rompida. Após um tenso impasse, as autoridades, em um gesto de surpresa, ordenaram a retirada de todos os guardas de dentro do acampamento.
Apesar das aparências, este foi um movimento estritamente tático por parte das autoridades. No dia seguinte, eles fingiam aquiescência as demandas dos prisioneiros  e, enquanto os prisioneiros sairam para trabalhar, os guardas repararam as partes quebradas. Este foi um erro estratégico da parte deles, porque expôs a má-fé dos guardas e eliminou toda a confiança restante dos prisioneiros neles. Mais importante, porém, os prisioneiros tinham, por um dia inteiro, provou total liberdade (dentro dos limites do recinto militar), misturando-se livremente com os prisioneiros do sexo feminino, confraternizando-se com quem quisessem, e isso colocou neles um desejo ainda maior de liberdade.
As autoridades do campo iniciaram a propagar fotografias mostrando o suposto estupro de prisioneiras e declarando que a revolta era, na verdade um disfarce para a libertinagem e hedonismo.
Quando os prisioneiros tornaram-se ciente destes truques, eles rapidamente armaram-se e forçaram os guardas a fugir do campo novamente. Eles passaram então a re-destruir o muro que tinha acabado de ser reparado e libertando os prisioneiros que estavam presos em células de confinamento solitário. O acampamento tinha sido tomado e permaneceria no controle dos presos pelos próximos 40 dias.

## A nova sociedade no acampamento

### Cultura
Com todo o campo à sua disposição, e com sentimentos de companheirismo e boa vontade em abundância, os presos começaram a desfrutar os prazeres de uma vida cotidiana normal, que havia sido negada a eles por tanto tempo. Como Solzhenitsyn e outros recontam, homens e mulheres de diferentes partes do acampamento que tinham romanticamente conversaram em segredo durante anos, mas nunca tinha visto um ao outro, finalmente se encontraram.
Sacerdotes presos, presidiram um número de casamentos improvisados. Os presos recuperaram o que restava de suas roupas civis nos depósitos do campo e logo foram vistos adornados com casacos de pele e roupas coloridas variadas, além das vestimentas religiosas que tinham sido proibidas.
Em pouco tempo, uma série de atividades recreativas organizadas também surgiram. Devido ao grande número de prisioneiros políticos nos Gulag, quase todos os campos ostentavam uma seleção invejável de engenheiros altamente qualificados e treinados, cientistas, intelectuais e artistas, arte floresceu, bem como, com recitais de poesia e até mesmo peça teatrais improvisadas foram realizada. Muitos Hinos, escritos pelos ucranianos, foram criados. Um hino em particular, com o seu tom ao mesmo tempo triste e comemorativo e sua demanda aspirando pela liberdade, permaneceu como um dos temas predominantes nas obras produzidas durante a revolta.

### Governo
Logo depois que o campo foi tomado, os prisioneiros reunidos no refeitório e decidiram eleger um novo líder, e um ex-tenente-coronel do Exército Vermelho, Kapiton Kuznetsov, foi o escolhido. Uma das principais razões para esta escolha foi a de que o grupo ucraniano insistiu em mostrar uma liderança russa da rebelião. Isto foi feito principalmente para evitar de demonstrar um sentimento anti-russo da rebelião, mas também como uma tentativa para criar uma sociedade harmoniosa no acampamento.
Kuznetsov e sua administração foram originalmente escolhidos para conduzir as negociações com as autoridades do campo, em nome dos presos, mas como o controle do acampamento dos prisioneiros durou além das expectativas e como a demanda por lei, ordem e a eficiência aumentou, a jurisdição deste governo aumentou por sua vez. Assim, vários departamentos governamentais foram criados rapidamente:
- Agitação e Propaganda
- Serviços e Manutenção (roupa, sapato e reparação de roupas, cortes de cabelo e raspa e outros serviços típicos para o acampamento foram continuou durante toda em regime de voluntariado)
- Alimentos (controlando os estoques para que estes pudessem durar mais tempo
- Segurança Interna
- Departamento Técnico (composta por engenheiros, cientistas e outros profissionais presos no acampamento)

### Propaganda
A primeira expansão da autoridade do governo veio como uma extensão natural do seu papel como porta-voz dos presos: propaganda. Um tema foi cuidadosamente definido pelo Kuznetsov e assumido por seu vice, Yuriy Knopmus. O tema crucial era minar o principal argumento de que teria sido usado pelas autoridades do campo para esmagar a rebelião, que era a de que a rebelião era de natureza anti-soviética.  Knopmus planejou retratar os guardas como seguidores de Beria (uma acussão mortal na época) e a rebelião como um movimento de vanguarda patriótico contra eles. Logo cartazes foram levantados declarando tais sentimentos como "Viva a Constituição Soviética.
Mais tarde, com a ajuda do Departamento Técnico, as suas atividades tornaram-se cada vez mais ambiciosas. Os prisioneiros, percebendo a precariedade de sua situação, se esforçaram para divulgar sua rebelião e as demandas para a aldeia ao lado do campo, esperando convencer os cidadãos à uma ação solidária. Para fazer isso, eles primeiro empregaram  balões de ar quente com slogans escritos sobre eles (estes foram derrubados pelos guardas) e, posteriormente, pipas fabricadas pelos chechenos. As pipas foram bem sucedidos por um tempo. Com ventos favoráveis, eles deixavam cair pacotes de folhetos para os assentamentos abaixo, mas as autoridades logo colocaram pipas para emaranhar as linhas das pipa dos prisioneiros.

### Defesa
Junto com a propaganda, a defesa era uma prioridades do novo governo. Antes que as antigas autoridades cortassem a eletricidade do acampamento, os ferreiros etorneiros criaram diversos tipos de armamento nas oficinas - longas lanças feitas com barras da prisão, sabres e bastões.  Além disso, armazenaram baldes de  vidro moído em pó por todo o campo, com a esperança de cegar com ele as tropas que se aproximassem. Barricadas foram estabelecidas em pontos-chave, e responsabilidade pelo seu controle foi dividido pelo Departamento de Defesa entre os rebatizado "destacamentos".
O Departamento Técnico contribui para este esforço, nomeadamente através da criação de improvisados improvisados explosivos e
 bombas incendiárias, os quais, de acordo com Solzhenitsyn, foram usados durante a invasão.

## Supressão

### O ataque

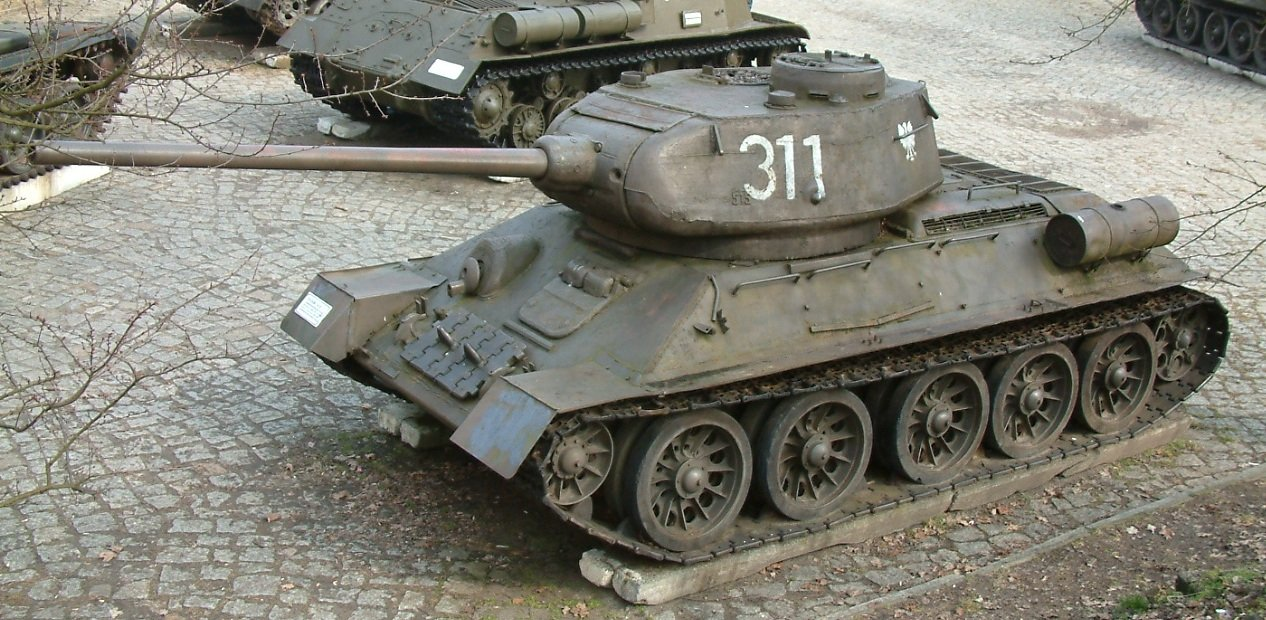
Tanques T-34 foram usados para ajudar a esmagar a revolta.

Em 3h30 de 26 de junho e o ataque começou. atiradores de elite liquidaram rapidamente as sentinelas nos telhados antes que pudessem soar o alarme, em seguida os tanques rolaram através da cerca de perímetro. Cinco tanques T-34s, 90 cães e 1.700 tropas invadiram o complexo do campo.
O que se seguiu criou pânico e caos. Enquanto alguns "destacamentos" vigorosamente reagiram, lançando inúmeros contra-ataques, apesar de pesadas perdas, jogando improvisadas bombas de enxofre nos tanques, outros prisioneiros esconderam-se.  As centenas de soldados do Exército Vermelho que invadiram o acampamento estava usando munição real, o que ocasionou a morte de muitos prisioneiros. Os líderes da revolta foram especificamente visados por esquadrões designados e foram levados sob custódia, muitos dos quais foram mais tarde julgados e executados. Depois de 90 minutos de violência, os prisioneiros foram obrigados a sair com a promessa de que não seriam atingidos.
De acordo com um número de sobreviventes do acampamento, de 500 a 700 prisioneiros foram mortos ou feridos na revolta, outros seis presos foram depois executados, Knopmus entre eles. Os dados encontradas nos arquivos soviéticos, porém, sugerem que apenas 37 foram mortos, não incluindo aqueles que mais tarde morreram devido suas feridas ou foram executados, e com 106 presos e 40 soldados feridos. Kuznetsov, no entanto, teve sua pena de morte comutada a 25 anos e viu-se totalmente reabilitado e libertado depois de 5 anos de prisão. Existem inúmeras teorias sobre o porquê, mas a maioria atribuem isso a detalhada confissão, de 43 páginas, na qual ele denunciou dezenas de outros prisioneiros. Esta confissão também foi uma fonte inestimável para muitos dos estudos realizados sobre a revolta Kengir, embora alguns discutem a sua veracidade.
No dia seguinte o ataque, quase mil prisioneiros foram enviados para diferentes campos e os restantes se ocuparam da tarefa de  reconstruir as paredes e cercas destruídas.

## Importância
Entre as greves e rebeliões que estavam ocorrendo em Gulags em toda a União Soviética neste período, o levante no Kengir foi talvez o mais significativo. Embora a morte de Stalin e  a prisão de Lavrentiy Beria deu mais esperanças  para os presos, que esperavam a muito anistias gerais e reabilitação, o papel do levante Kengir em acelerar este processo não pode ser negligenciado. A rebelião  demonstrou ainda as autoridades de que o stalinismo não era uma opção política sustentável e que as injustiças em massa, como as que se realizavam no Gulag não poderiam continuar em perpetuidade sem um custo significativo. Em uma mudança que pressagiava mal para o regime soviético, muitos dos presos participaram sabendo muito bem que eles estavam fazendo isso ao custo de suas vidas, e os presos em outros campos, nomeadamente no acampamento vizinho de Rudnik, havia entrado em greve em solidariedade aos prisioneiros de Kengir, iniciando suas próprias greves de curta duração.
O significado da liberdade apreciado por aqueles prisioneiros não foi perdida em muitos. Em 1978, em uma resenha do livro de Solzhenitsyn, Hilton Kramer do The New York Times declarou que o levante "restaurou a medida da civilização humana para os prisioneiros antes que o Estado fosse capaz de afirmar seu poder implacável de novo". Em 2004, em uma reunião prisioneiros do Kengir, um sobrevivente do campo descreve que apesar da brutalidade e a perda de vidas que veio com a supressão da revolta, os 40 dias de liberdade dos prisioneiros criou "um grande sentimento da própria  liberdade ", sentimentos muitas vezes repetido por Solzhenitsyn. Na verdade, Solzhenitsyn viria a dedicar um roteiro que ele havia escrito para a bravura do rebeldes de Kengir, intitulado Tanks Know the Truth (Знают истину танки).